# Niclas Fredriksson
Niclas Fredriksson, född 24 augusti 1973, är en svensk före detta fotbollsspelare (anfallare/mittfältare) som bland annat representerade IF Sylvia, Gais och IFK Norrköping. Han är son till förre Gais- och IFK Norrköping-spelaren Eine Fredriksson.

## Spelarkarriär
Fredrikssons moderklubb är Smedby AIS. Som ung var han ingen större stjärna, men han var hårt arbetande, och via IF Sylvia kom han år 2000 till Gais, som just hade gått upp i Allsvenskan. Det blev bara en säsong (12 matcher, 2 mål) med Gais, som omgående ramlade ur Allsvenskan igen, och efter säsongen återvände han till Sylvia i Superettan. Där bildade han anfallspar med Pelle Andersson och gjorde säsongen 2001 hela 20 mål för Sylvia då klubben slutade sjua i Superettan.
År 2002 värvades Fredriksson till allsvenska IFK Norrköping, men han hade svårt att ta plats i IFK:s representationslag och gick under sommaren tillbaka till Sylvia på lån säsongen ut. IFK degraderades samma år till Superettan, och Fredriksson återvände till klubben. Han blev 2003 klubbens interna skyttekung med 14 mål och 7 assist, men fick ändå inget nytt kontrakt till nästa säsong. Han återvände då till Smedby AIS. Sommaren 2004 slet han av det främre korsbandet i vänster knä och tvingades till en lång vila, men kom tillbaka och vann division IV med Smedby 2005.